# Insatiable
Insatiable (zu deutsch: „Unersättlich“) ist ein US-amerikanischer Pornofilm von 1980 mit Marilyn Chambers und John Holmes als Hauptdarstellern, der zu den Klassikern der Pornogeschichte zählt.

## Allgemeines
Insatiable markierte das erfolgreiche Comeback von Marilyn Chambers. Nachdem Chambers mit ihrer Arbeit in den siebziger Jahren für die Brüder Artie und Jim Mitchell berühmt geworden war, spielte sie lange Zeit nur Theater und in Mainstream-Filmen.
Mit einem für die damaligen Verhältnisse großen Budget wurde Insatiable in London und einem Haus in Kalifornien gedreht. Die Szenen in London zeigen Chambers vor einigen Sehenswürdigkeiten. Ansonsten wurden alle Hardcore-Szenen in Kalifornien gedreht. Der Film wurde mit vergleichsweise großem Aufwand beworben. Laut Abspann lieh Chambers ihre Stimme für die Filmmusik.

## Handlung
Sandra Chase (Marilyn Chambers) ist eine sexuell unbefriedigte Schauspielerin, deren erotische Tagträume geschildert werden.

## Fortsetzungen
Es wurde eine Fortsetzung, wieder mit Chambers in der Hauptrolle, gedreht: Insatiable 2. Eine Szene mit Jamie Gillis und Marilyn Chambers in diesem zweiten Teil wurde mit einem XRCO Award als „Best Kinky Scene“ ausgezeichnet.

## Auszeichnungen
- 2004: AVN Award (AVN) Best Classic Release on DVD
- Der Film belegt Platz 12 auf der Liste der „101 Greatest Adult Tapes of All Time“ von AVN.